# La Horse
La Horse is een Franse film van Pierre Granier-Deferre die werd uitgebracht in 1970.
Het scenario is gebaseerd op de gelijknamige roman (1968) van Michel Lambesc (Georges Godefroy).
La horse is een argotwoord voor heroïne.

## Verhaal
Auguste Maroillieur is een stugge, koppige en autoritaire landeigenaar. Hij woont samen met zijn familie, zijn twee dochters en schoonzonen, in een grote hoeve in de omgeving van Le Havre. Op een dag ontdekt Bien-Phu, neef en werknemer van Maroilleur, dat er drugs verstopt zijn in een hut van het domein. Wanneer hij dat vertelt aan Maroilleur beseft die al vlug dat zijn kleinzoon Henri, die barman is op een schip in Le Havre, de heroïne heeft verborgen en is betrokken in een drugshandel.   
Maroilleur verdraagt niet dat Henri, aijn enige erfgenaam, het crimineel milieu frekwenteert en vernietigt de partij heroïne. De gewelddadige reactie van de gangsterbende laat niet lang op zich wachten: een hangar vliegt in brand, vee wordt afgemaakt en een kleindochter van de patriarch wordt verkracht. Maroilleur is niet het type man dat vlug bezwijkt onder de druk van intimiderend geweld en  bindt de strijd aan met de gangsters waarbij hij weigert de politie in te schakelen.  

## Rolverdeling
| Acteur            | Personage                                           |
| ----------------- | --------------------------------------------------- |
| Jean Gabin        | Auguste Maroilleur, de landeigenaar                 |
| André Weber       | Bien-Phu, een neef van Auguste                      |
| Marc Porel        | Henri, de kleinzoon van Auguste                     |
| Éléonore Hirt     | Mathilde, de oudste dochter van Auguste             |
| Christian Barbier | Léon, de man van Mathilde en schoonzoon van Auguste |
| Danièle Ajoret    | Louise, de tweede dochter van Auguste               |
| Julien Guiomar    | de politiecommissaris                               |
| Henri Poirier     | de adjunct van de politiecommissaris                |
| Pierre Dux        | de onderzoeksrechter                                |
| Félix Marten      | Marc Grutti, de gezant van de gangsters             |
| Henri Attal       | Louis, een gangster                                 |
| Dominique Zardi   | Tony, een gangster                                  |